# Cytec
Die Cytec Solvay Group ist ein Nachfolgeunternehmen der American Cyanamid. Seit Ende 2015 ist das Chemieunternehmen eine Tochtergesellschaft von Solvay.
1991 wurde das Chemiegeschäft (ohne Pestizide und Pharmazeutika) der American Cyanamid in einer neuen Geschäftseinheit konzentriert. Ende 1993 folgte der Spin-off als Cytec Industries unter dem neuen CEO Darryl D. Fry.
Im Jahr 2012 wurde der Geschäftsbereich Kunstharzbeschichtungen an Advent International verkauft. Er firmiert heute unter dem Namen Allnex. Mitte 2015 gab Solvay die Übernahme von Cytec für 5,5 Mrd. US-Dollar bekannt.
Cytec hat eine starke Marktposition bei Bergbauchemikalien (insb. für Flotation und Flockung) sowie bei Klebstoffen und Kohlenstofffasern für den Flugzeugbau.